# Châtel-Montagne
Châtel-Montagne é uma comuna francesa na região administrativa de Auvérnia-Ródano-Alpes, no departamento Allier. Estende-se por uma área de 36,36 km². Em 2010 a comuna tinha 341 habitantes (densidade: 9,4 hab./km²).